# Velleius Paterculus
Velleius Paterculus (Kr. e. 19 – Kr. u. 31) ókori római történetíró. Praenomene bizonytalan, egyes szerzők, például Priscianus szerint Gaius, mások szerint Marcus. Tacitus említ egy P. Vellaeust (Évkönyvek, III. könyv 39. fejezet 1-2), de a két személy azonossága vitatott. Egyetlen műve maradt fenn, a Historia Romana, melyet magyarra Róma története címmel fordítottak. Jelentőségét az adja, hogy ebben egy kortárs szemtanú mutatja be a korai császárkor eseményeit, illetve légkörét.

## Élete
Életútját munkájának utalásaiból rekonstruálhatjuk. Kr. e. 20-ban vagy 19-ben született. Homo novus volt. Katonai tribunusként szolgált egy P. Vinicius nevű tiszt mellett, akinek a fia később az ő pártfogója lett. Gaius Caesar kíséretében szolgált, majd Tiberius mellett töltött be praefectus equitum rangot. Kr. u. 6-ban quaestor, de Pannóniába kell utaznia egy ottani felkelés miatt. Rövid időre visszatért Rómába, de Kr. u. 7/8-ban már Sisciában van, és Pannóniában tartózkodik Kr. u. 9-ig. Tiberius kíséretének tagja annak germaniai hadjárata során 9 és 11 között. 12-ben Rómában részt vesz Tiberius diadalmenetén, majd 15-ben praetori tisztet tölt be. Történeti művét 30 körül jelenteti meg, az ifjabb Vinicius consullá választása alkalmából. Ezt követően megbízható információkkal nem rendelkezünk életéről. Egyes elképzelések szerint áldozatul eshetett a Seianus bukása utáni tisztogatásoknak.

## Műve

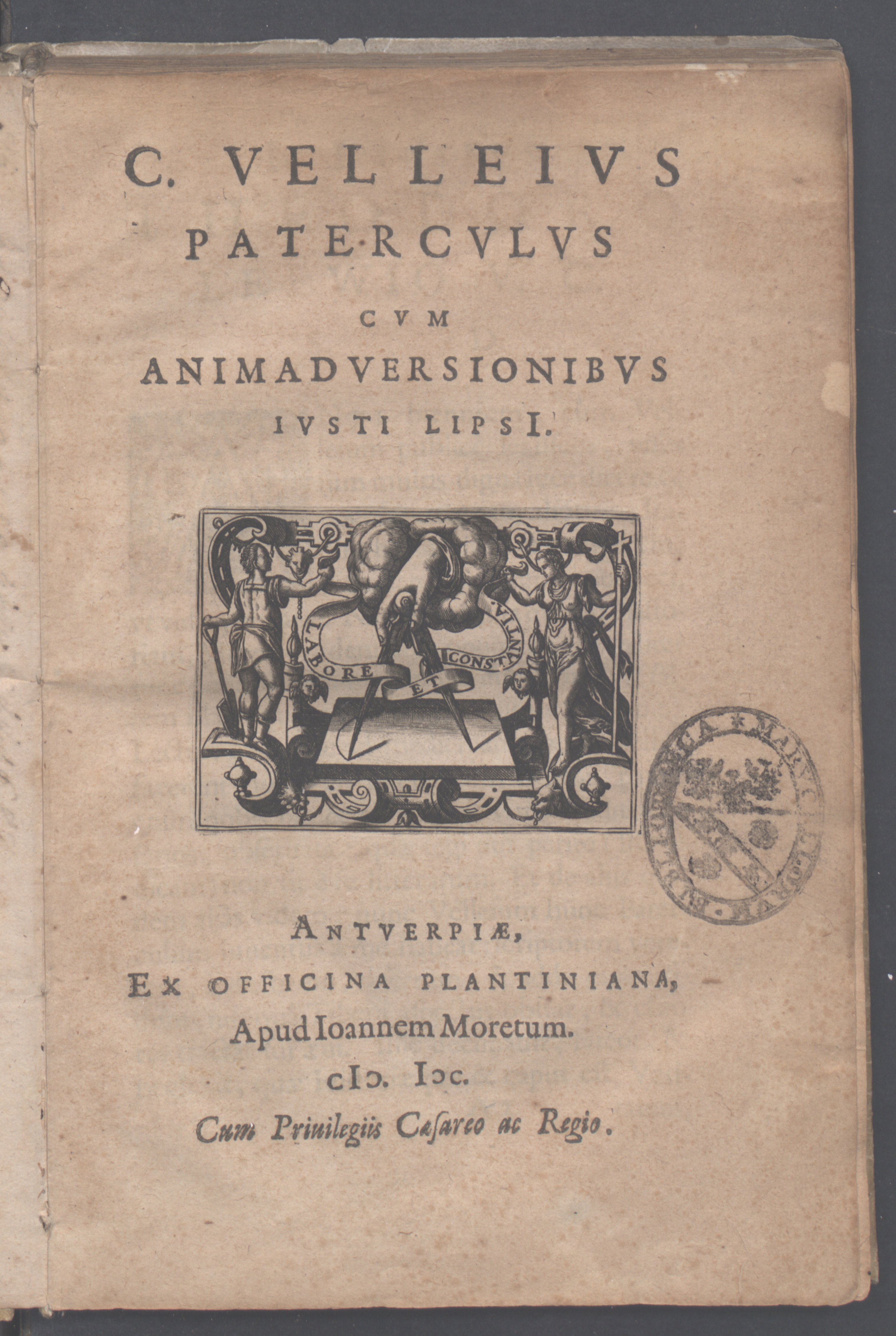
Historia romana, 1600

Művét egy nagyobb történeti munka előkészítéseként írta. Műve két könyvből áll: az elsőben Róma történetét foglalja össze Kr. e. 146-ig, a másodikban pedig Róma történetét Tiberius koráig tárgyalja. Velleius az egész művet egy Tiberiushoz írt panegyricusszal zárja, melyben annak uralkodását a birodalom legdicsőbb korszakának állítja be. A két könyv közötti választóvonal Karthágó lerombolása. Az első könyvben Róma történetét igyekszik beágyazni a világtörténelembe – így ír a pártusok és germánok történetéről is. A második könyvben több szakaszhatár is van: Pompeius és Caesar polgárháborúja, az állam Octavianus általi újraszervezése, majd Tiberius trónralépte. Velleius saját jelenéhez közeledve egyre kritikátlanabb a principátus kegyetlenkedéseivel szemben, és Tiberiust is szelíd és józan uralkodónak mutatja be, megfeledkezve annak vérengzéseiről: Tiberius olyan hősies és nagyszerű, hogy még a germánok is csodájára járnak. Velleius leír egy esetet, mikor egy germán csak azért evezett át egy folyón, hogy lássa Tiberiust. Velleius pozitívumai közé tartozik viszont, hogy foglalkozik művében az irodalom történetével is, valamint újszerű a translatio imperii gondolata is: a történelem világuralkodó birodalmak egymást váltó sorozata..
Nem mérséklem magam, hogy az ily nagyszerű dolgok közé, bármilyen is, be ne illesszem ezt: Amikor az említett folyó innenső partján táboroztunk, és a túlpart az ellenség felfegyverzett ifjúságától tündökölt, akik hajóink minden mozdulatára [és kísérletére] készek voltak nyomban elmenekülni, a barbárok közül egy, korára nézve idősebb, testére nézve kitűnő, méltóságra, amennyire öltözéke mutatta, kiemelkedő, az ő szokásuk szerint fából kivájt csónakba szállt, és e hajófajtát egyedül irányítván a folyó közepéig haladt előre, és kérte, hogy szabad legyen neki veszély nélkül arra a partra kiszállni, amelyiket csapataink tartottak megszállva, és hogy láthassa Caesart. Megadták neki az engedélyt. Akkor, miután kikötötte a csónakot, és sokáig csöndben szemlélte Caesart, így szólt: – Bizony őrjöng a mi ifjúságunk, mert távollétetekben istenként tisztel benneteket, jelenlétetekben pedig inkább fél fegyvereitektől, mint hogy oltalmatokat keresné. De én a te jóvoltodból és engedélyeddel ma láttam az isteneket, akikről azelőtt hallottam. Életem egyetlen napját sem kívántam vagy éreztem boldogabbnak. És miután megengedték neki, hogy megérintse Caesar kezét, visszatérve hajócskájába, szünet nélkül Caesart nézve visszaért az övéi partjára

## Magyar nyelven
- Velleius Paterculus: Róma története. Ford. jegyz., utószó: Hoffmann Zsuzsa. Lectum Kiadó, Szeged. 2007 ISBN 9789639640092
- Velleius Paterculus: Róma története. Ford.: Hoffmann Zsuzsa. JATEPress Kiadó, Szeged, 1996
- Velleius Paterculus Róma történetéről írt két könyve. Fordította Szölgyémy Ferenc. Budapest, 1896